# Provinz Icolo e Bengo
Icolo e Bengo ist eine Provinz des afrikanischen Staates Angola. Die Hauptstadt der Provinz ist die Stadt Catete.

## Geografie

### Lage und Natur
Die Provinz Icolo e Bengo liegt im Westen des Landes an der Küste des Atlantiks. Im Nordwesten grenzt sie an die Provinz Luanda, im Norden an die Provinz Bengo, im Nordosten und Osten an die Provinz Cuanza Norte und im Südosten und Süden an die Provinz Cuanza Sul.
Im Norden an der Grenze zur Provinz Bengo fließt der Fluss Bengo. Weitere wichtige Flüsse in der Provinz sind der Cuanza, der die Provinz von Osten nach Westen durchfließt, und der Longa, der die südliche Grenze der Provinz darstellt.
Ein großer Teil der Provinz wird durch den fast 10.000 km² großen Quiçama-Nationalpark eingenommen, der für seine reiche Tierwelt bekannt ist. Durch die geringe Entfernung nach Luanda ist er zudem gut zugänglich.

### Klima
Nach der Effektiven Klimaklassifikation herrscht in der Provinz größtenteils heißes Steppenklima. Es gibt eine Trockenzeit im Südwinter und eine Regenzeit im Südsommer (von November bis April). Die Trockenheit in Küstennähe liegt an dem kalten Benguelastrom, weiter im Inland gibt es mehr Niederschlag. In der Küstenregion Angolas ist es durch das Aufeinandertreffen von kaltem Ozeanwasser und warmer Luft oft neblig.

## Bevölkerung
Die Provinz besteht aus dem Umland der Hauptstadt Luanda. Trotzdem sind nur die Gebiete in unmittelbarer Nähe von Luanda dicht besiedelt, vor allem der Süden der Provinz, wo der Quiçama-Nationalpark liegt, ist dagegen fast menschenleer. Die wichtigste Ethnie der Region sind die Ambundu.

## Geschichte
Die Provinz Icolo e Bengo entstand 2024 durch Abtrennung von der Provinz Luanda. Bis 2011, bevor sie an die Provinz Luanda angeschlossen wurden, gehörten die Gebiete zur Provinz Bengo. Grund für die Abtrennung im Jahr 2024 waren wirtschaftliche und soziale Gründe, so sollen die staatlichen Dienstleistungen näher am Bürger sein.

## Verwaltung
Die Provinz Icolo e Bengo teilt sich in 7 Kreise (Municípios) auf, mit jeweils dem Hauptort in Klammern:
- Catete (Catete)
- Quiçama (Muxima)
- Calumbo (Calumbo)
- Cabiri (Cabiri)
- Cabo Ledo (Cabo Ledo)
- Bom Jesus (Bom Jesus)
- Sequele (Sequele)